# Frankfurt Am Main (A-1412)
Le FGS Frankfurt Am Main (A 1412) est le deuxième des trois pétroliers ravitailleurs de la classe Berlin; les navires de cette classe sont les plus gros de la Marine allemande. ils sont destinés à soutenir les unités navales allemandes loin de leurs ports d'attache.
Il est baptisé en l'honneur de la ville Francfort.

## Historique
Au milieu des années 1990, la marine allemande étudie l’acquisition de 2 navires de ravitaillement. Lancé à Flensburg le 5 janvier 2001, Le FGS Frankfurt am Main a été admis le 27 mai 2002 (numéro A1412).
Il a participé aux exercices navals de Québec, du 7 juin au 10 juin 2012.
En 2024, il a participé avec la fregatte Baden-Würtemberg (F222) a la mission "Indo Pacific Deployment 2024" de la marine allemande. 

## En images

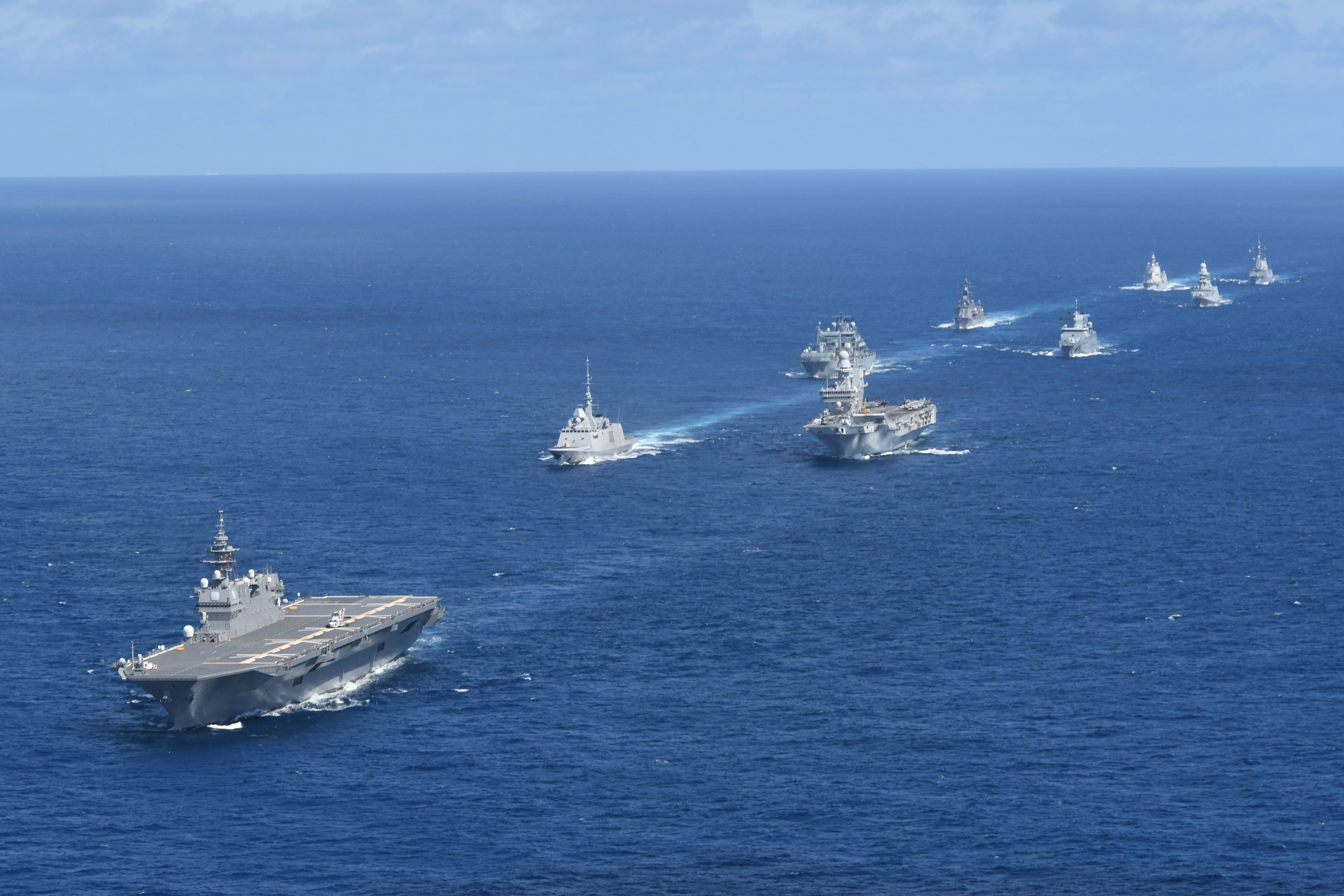
Lors de Noble Raven24 avec les marines japonaise JDS Izumo, italienne Alpino (F594), française Bretagne (frégate), autralienne[2].
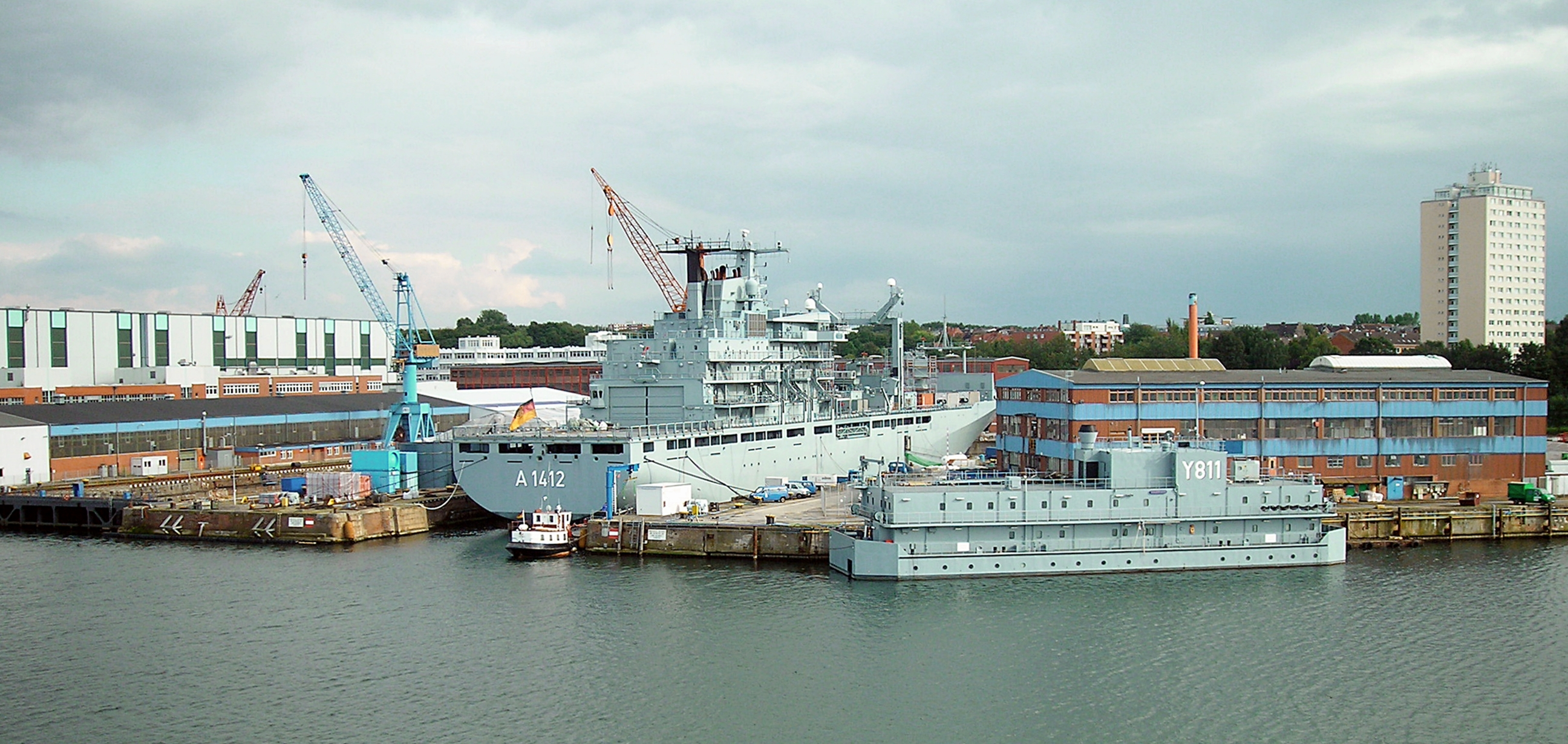
Frankfurt am Main à son ex-port d'attache de Kiel.
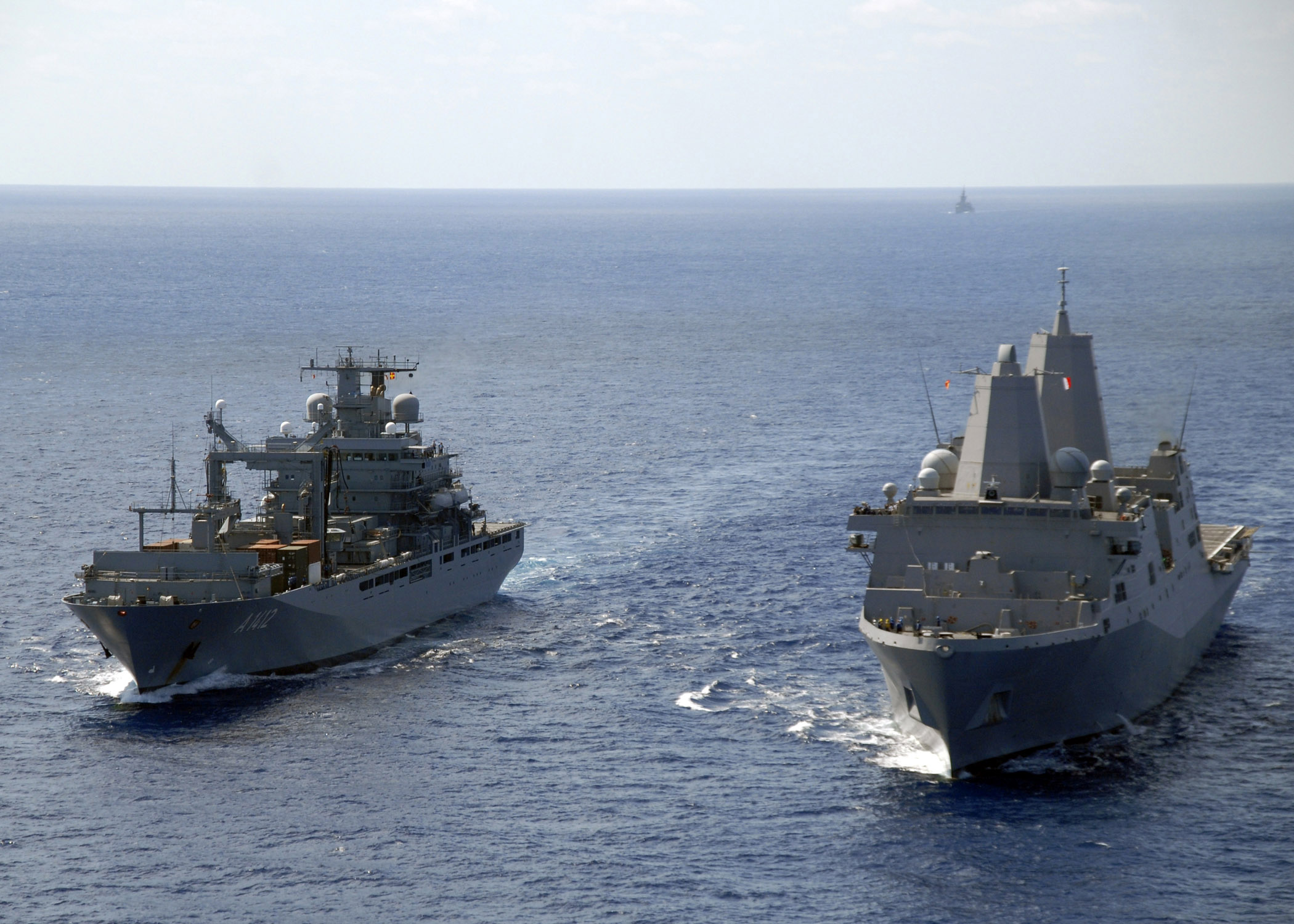
Frankfurt am Main avec le vaisseau américain USS Mesa Verde (LPD-19).
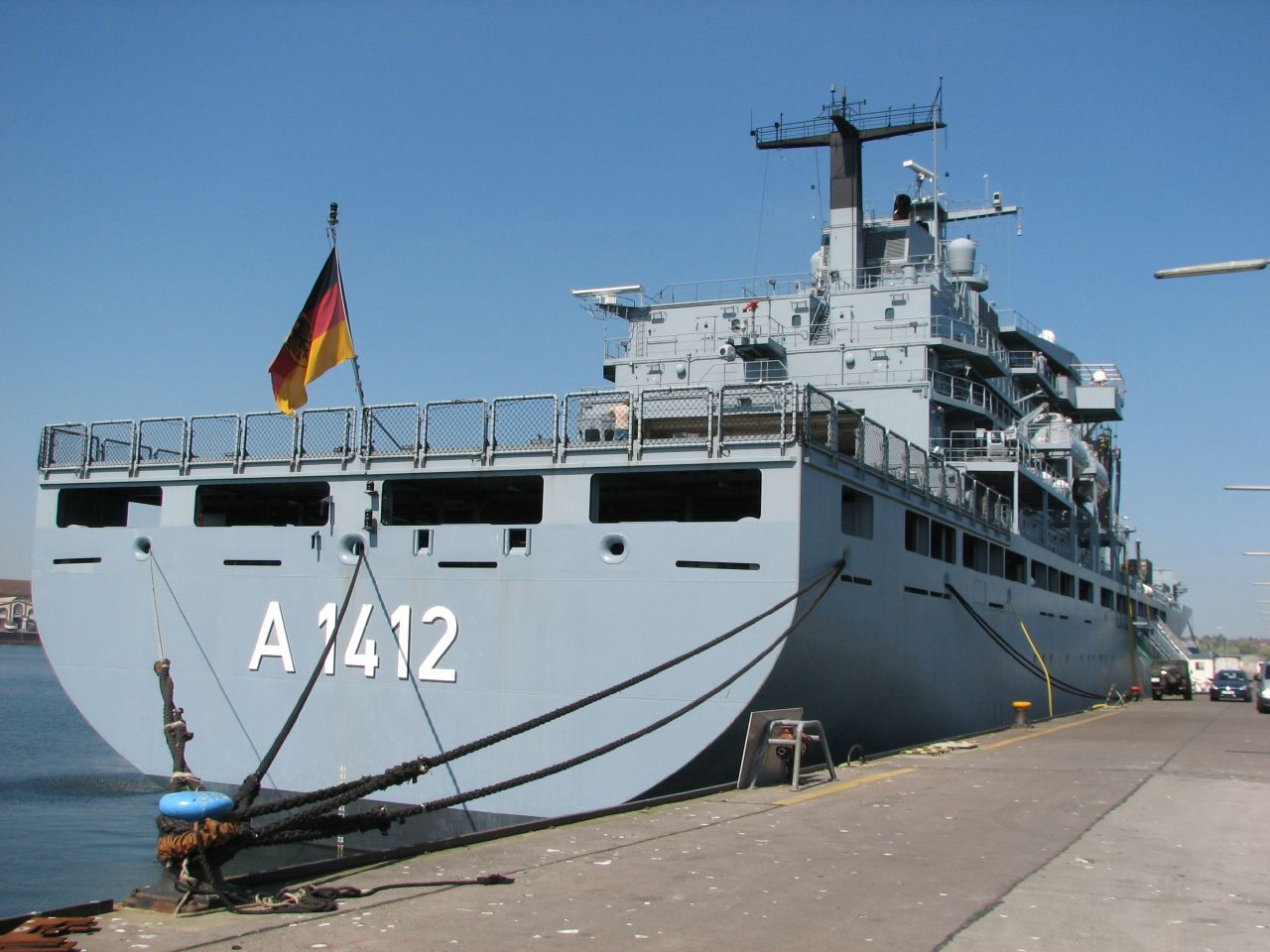
Frankfurt am Main